# باولا بيريرا
باولا بيريرا (بالبرتغالية: Paula Pereira‏) هي ممثلة برازيلية، ولدت في 28 ديسمبر 1967 في سالفادور في البرازيل.

## وصلات خارجية
- باولا بيريرا على موقع IMDb (الإنجليزية)
- باولا بيريرا على موقع قاعدة بيانات الفيلم (الإنجليزية)